# Bruce K. Alexander
Cet article possède un paronyme, voir Bruce Alexander.
Pour les articles homonymes, voir Alexander.
Bruce K. Alexander, né le 20 décembre 1939, est un psychologue canadien. Il est professeur émérite au département de Psychologie à l'Université Simon Fraser au sein duquel il a conduit des recherches sur la psychologie de l'addiction depuis 1970. Il a cessé ses activités d'enseignement depuis 2005.
Alexander et ses collègues de l'université Simon Fraser ont conduit une série d'expériences sur l'addiction aux drogues connues sous le nom de Rat Park. Il a écrit deux livres: Peaceful Measures: Canada's Way Out of the War on Drugs (1990) et The Globalization of Addiction: A Study in Poverty of the Spirit (2008).

## Rat Park
Les expériences de Rat Park firent l'objet de publications dans des journaux de psychopharmacologie à la fin des années 1970 et au début des années 1980. Elles entraient en contradiction frontale avec les vues dominantes sur l'addiction de l'époque. Ces résultats n'entrainèrent que quelques réactions négatives dans la presse grand public, puis furent rapidement oubliés. Le livre controversé de Lauren Slater Opening Skinner's Box: Great Psychological Experiments of the Twentieth Century aida à ramener ces expériences à l'attention du public en 2005. Elles sont maintenant largement connues, et citées.
Les expériences de Rat Park furent les premières à mettre en doute l'idée dominante que certains produits stupéfiants, en particulier les opiacés, créent une forte dépendance chez la plupart de leurs utilisateurs. Dans les années 1970 cette idée était censée être démontrée par des expériences où des rats étaient enfermés dans des boîtes de Skinner spécialement modifiées. Dans ces boîtes les rats pouvaient accéder librement à ces drogues, et présentaient des consommations importantes. Alexander et ses collègues montrèrent expérimentalement que des rats isolés dans des cages de taille similaire aux boîtes de Skinner consommaient bien plus de morphine que ceux qui étaient logés à plusieurs dans des Rat Park. D'autres études confirmèrent que faire vivre les rats à plusieurs réduisait fortement la consommation de drogues, et que l'idée dominante concernant ces produits stupéfiants étaient fausses que ce soit pour les rats ou pour les humains. Cependant ce mythe est toujours très courant dans la culture populaire.

## L'addiction vue comme un problème social
Alexander a alors exploré les implications sociales des expériences de Rat Park. Les conclusions de ses recherches expérimentales et historiques depuis 1985 peuvent être ainsi résumées:
1. L'addiction aux produits stupéfiants ne représente qu'une faible part du problème des addictions en général. Les addictions les plus sérieuses n'impliquent pas les drogues ou l'alcool[8].
2. Les addictions sont bien plus un problème social qu'individuel. Lorsque des sociétés bien intégrées socialement se fragmentent sous l'influence de forces internes ou externes, des addictions de toutes sortes se répandent fortement, et deviennent universelles dans des sociétés très fragmentées[9].
3. Les addictions se développent dans les sociétés fragmentées car elles permettent aux individus de s'adapter à cette dislocation sociale. En cela, les addictions ne sont pas une maladie qui peut être soignée, ni une déviance qui doit être corrigée par la punition et l'éducation[10]. En conséquence les modèles d'addiction tels qu'ils sont vus par le National Institute on Drug Abuse américain ne sont pas réalistes[11]. Les sociétés contemporaines ne pourront ainsi réduire les addictions et la fragmentation sociale qu'en reconstruisant une intégration psycho-sociale au niveau politique et social, ce qui demandera des changements sociaux importants[3].

Les conclusions controversées d'Alexander eurent un certain succès en dehors des États-Unis. Alexander reçut en 2007 le Sterling Prize for Controversy au Canada, une reconnaissance de l'association des Médecins Britanniques en 2009, et une invitation pour présenter ses résultats à la Royal Society of Arts en 2011. Bien que ses travaux aient été largement ignorés aux États-Unis, Alexander a acquis une reconnaissance internationale.

## Projet de recherche sur la cocaïne par l'OMS en 1995
Au début des années 1990, l'Organisation Mondiale de la Santé a organisé la plus grande étude sur l'usage de la cocaïne jamais réalisée. Des données sur l'usage de la cocaïne furent recueillies dans 21 villes situées dans 19 pays différents. Alexander fut chargé de recueillir les données dans la région de Vancouver. L'OMS annonça la publication des résultats de cette étude dans un communiqué de presse en 1995.
Cependant le représentant américain à l'assemblée générale de l'OMS réussi à empêcher la publication de cette étude, apparemment parce que les résultats étaient en contradiction avec la vue dominante sur l'addiction provoquée par les produits stupéfiants. L'étude montrait en particulier que l'usage occasionnel de cocaïne en général ne mène pas à des dépendances ou problèmes sociaux sévères ou même mineurs. Lors de la sixième séance du comité B, le représentant américain déclara que si les activités de l'OMS liées aux produits stupéfiants ne privilégiaient pas une approche basée sur le contrôle des usages, les financements de ces programmes seraient à l'avenir réduits. Ceci a amené l'OMS à reporter la publication de cette étude. Celle-ci ne fut pas publiée officiellement, mais elle est cependant disponible sur internet.

## Travaux récents
En 2014 Alexander a publié A History of Psychology in Western Civilization (Cambridge University Press,  (ISBN 978-0521189309)).